# Stylidium cyguorum
Stylidium cyguorum är en tvåhjärtbladig växtart som beskrevs av Robert Desmond David Fitzgerald. Stylidium cyguorum ingår i släktet Stylidium och familjen Stylidiaceae. Inga underarter finns listade i Catalogue of Life.